# Un’yō
Die Un’yō (japanisch 雲鷹, dt. „Wolkenfalke“) war ein Geleitträger der Kaiserlich Japanischen Marine, der im Zweiten Weltkrieg zum Einsatz kam.
Sie gehörte mit der Taiyō und der Chūyō zur Taiyō-Klasse, die aus zu Geleitträgern umgebauten Passagierschiffen bestand, hier der Yawata Maru.

## Bau und Umbau
Die Yawata Maru (八幡丸) war ein Kombifrachter der Reederei Nippon Yūsen, auf Kiel gelegt im Dezember 1938 in der Mitsubishi-Werft in Nagasaki, wo sie im Oktober 1939 vom Stapel gelassen und im Juli 1940 in Dienst gestellt wurde. Sie wurde im Oktober 1941 zum Transport von Militärgütern und Personal von der  japanischen Marine beschlagnahmt.
Nach der Schlacht um Midway wurde beschlossen, sie zum Geleitflugzeugträger umzubauen. Der Umbau wurde in der Marinewerft Kure zwischen dem 25. November 1941 und dem 31. Mai 1942 durchgeführt. Ihr neuer Name wurde Un’yō.
Ihr Flugdeck maß 150 m × 23 m mit zwei Aufzügen. Sie besaß keine Startkatapulte oder Fangeinrichtungen zum Landen. Wie bei allen japanischen Geleitträgern konnten auf der Un’yō Flugzeuge nur starten, aber aufgrund des sehr kurzen Flugdecks war keine Landemöglichkeit gegeben. Wie  alle japanischen Geleitträgern diente das Schiff nur zum Transport von Flugzeugen, Materialtransport und zur Pilotenausbildung.

## Einsatzgeschichte
Die Un’yō wurde hauptsächlich zur Flugausbildung und zum Flugzeugtransport eingesetzt. Sie fuhr oft im Verband mit ihren Schwesterschiffen Taiyō und Chūyō.
Am 10. Juli 1943 wurde sie vor Truk von einem einzelnen Torpedo des U-Boots USS Halibut getroffen.
Am 10. Januar 1944 wurde sie auf dem Weg nach Yokosuka von drei Torpedos der USS Haddock getroffen und schwer beschädigt. Während sie zu Reparaturzwecken vor Saipan lag, konnte ein weiterer Angriff der USS Halibut am 23. Januar 1944 erfolgreich abgewehrt werden. Im Juni 1944 wurde sie wieder in Dienst gestellt.
Am 17. September 1944 wurde die Un’yō von zwei Torpedos der USS Barb getroffen. Alle Versuche der Mannschaft, den Untergang des Schiffes zu vermeiden, waren erfolglos. Von den ca. 1000 an Bord befindlichen Personen konnten 761 gerettet werden.

## Liste der militärischen Kommandanten
| Nr. | Name                                        | Beginn der Amtszeit | Ende der Amtszeit  | Bemerkungen                                         |
| --- | ------------------------------------------- | ------------------- | ------------------ | --------------------------------------------------- |
| 1.  | Kapitän zur See Keishō Minato (湊 慶譲)     | 31. Mai 1942        | 28. Januar 1943    | seit 10. Dezember 1941 mit der Baubelehrung betraut |
| 2.  | Kapitän zur See Ichirō Aitoku (相徳 一郎)   | 28. Januar 1943     | 14. April 1943     |                                                     |
| 3.  | Kapitän zur See Ikuya Seki (関 郁乎)        | 14. April 1943      | 1. März 1944       |                                                     |
| 4.  | Kapitän zur See Shirō Hiratsuka (平塚 四郎) | 1. März 1944        | 1. Juli 1944       |                                                     |
| 5.  | Kapitän zur See Ikuzō Kimura (木村 行蔵)    | 1. Juli 1944        | 17. September 1944 |                                                     |